# Kognitiv psykologi
Det kognitiva perspektivet intresserar sig för hur vi tar emot och bearbetar information samt hur vi reagerar på och använder denna information. Utifrån kognitiv psykologi har varje enskild individ en aktiv roll i formandet av sitt beteende. Istället för att människan formas utifrån sina erfarenheter menar det kognitiva perspektivet att hon snarare är vad hon gör av sina erfarenheter. Genom vårt tänkande skapas alltså den verklighet som vi svarar och reagerar på.

## Historia
Det var under 1900-talet den kognitiva psykologin uppstod som en reaktion på behaviorismen vilka menade att hjärnan enbart är ett passivt organ som reagerar från den yttre världen. Den kognitiva psykologin blev motsatsen och såg hjärnan som ett aktivt organ som reagerar på sin omgivning.

## Teori
Till skillnad från psykoanalysen som ser känslorna som drivkraft ser kognitivisterna tanken som startpunkt för beteendet. Utgångspunkten är att vi människor är aktiva i vårt formande av beteende, när vi tar till oss ny kunskap samt tänker fram nya lösningar. En viktig föregångare till denna människosyn är filosofen J.F. Herbart. Han menade att sättet att reagera på omvärlden beror på individens tänkande. Exempelvis tar eleven emot lärarens information olika beroende på dess tidigare erfarenheter, förväntningar, känslor osv. Detta tankesätt är en direkt koppling till det kognitiva perspektivet som utgår ifrån individens associationsbanor, tidigare erfarenheter och förväntningar, samt hur detta påverkar informationsbearbetningen.
Två stora psykoterapeutiska skolor baserar sig på kognitiv psykologi: kognitiv terapi och kognitiv beteendeterapi.)

## Kognitiva scheman
Den kognitiva psykologins första utgångspunkt är människans sätt att tolka, tänka, minnas och fatta beslut utifrån inre kognitiva scheman. Kognitiva scheman kan förklaras som organiserade mönster för tänkande och handlingar som individen använder för att förstå och reagera på sina erfarenheter. Varje individs kognitiva schema är personligt och kopplat till identiteten, vilket gör dem svåra att förändra. Redan från tidig ålder börjar vi utveckla våra personliga scheman som sedan sätter prägel på vårt beteende genom hela livet. Den schweiziske psykologen Jean Piaget menade att dessa scheman byggs upp på olika typer av sätt, assimilation och ackommodation. Assimilation innebär att individen använder tidigare kognitiva scheman för att uppfatta och förstå en situation. Det kognitiva schemat förändras alltså inte vid assimilation. Detta till skillnad från ackommodation där individen ändrar sitt sätt att tänka och tillfogar nya erfarenheter till sitt tänkande. En utveckling av nya kognitiva scheman sker.  Många filosofer menar att varje människa till viss del utformar sin inre värld. Genom både yttre reaktioner och inre föreställningar styrs vårt uppfattande av omvärlden. Den tyske filosofen Immanuel Kant sade att den enskilda individen aldrig kommer att få veta hur ”den egentliga världen” ser ut.

## Tanken styr ofta känslan
Den andra utgångspunkten i den kognitiva psykologin handlar om att vårt sätt att tänka ofta avgör våra efterföljande reaktioner. De menar alltså att människans sätt att reagera påverkas av hennes sätt att tänka, inte av yttre omständigheter. Dock kan omöjligt tanken alltid styra känslan. Låt oss ta ett exempel: Huset du bor har inbrott och du fylls av skräck och oro. Uppfattningen av att du har inbrott beror knappast på att du är rädd. Tvärtom, tanken ”det är inbrott” kommer före känslan. Motsatsen till detta skulle kunna vara en person som är så pass rädd och ångestfylld att hon tror att det är någon i huset som försöker göra inbrott. Känslan av ångest kommer då före tanken.

## Psykologisk konservatism
Många kognitiva psykologer har pekat på människans psykologiska konservatism, vilket innebär att människans observationer styrs av våra grundläggande uppfattningar. Vårt kognitiva schema innehåller uppfattningar som genom observationer upprepat blir bekräftade. En uppfattning om att det exempelvis finns mycket krig i världen blir bekräftad flera gånger genom olika medier. Den personliga uppfattningen om att det finns mycket krig i världen kommer då att bli det individen observerar och reagerar på.

## Kritik mot det kognitiva perspektivet
Behavioristerna menar att det kognitiva perspektivet lägger alltför stor vikt vid människans tänkande och försummar beteendet. Det menar att rätt tänkande inte automatiskt leder till rätt handlande.  Även smarta människor utför dåliga handlingar, det är resultatet av att det inte enbart är tankar som skapar beteende och känslor utan beteende och känslor skapar även tankar.